# 特维尔 (瓦兹河谷省)
特维尔（法語：Theuville，法語發音：[tøvil] ⓘ）是法国瓦兹河谷省的一个市镇，属于蓬图瓦兹区。

## 地理
特维尔（49°9'15"N, 2°4'19"E）面积4.97 平方千米，位于法国法蘭西島大區瓦兹河谷省，该省份为法国北部内陆省份，北起瓦兹省，西接厄尔省，南至塞纳-圣但尼省、上塞纳省和伊夫林省，东临塞纳-马恩省。
与特维尔接壤的市镇（或旧市镇、城区）包括：阿龙维尔、格里西莱普拉特尔、布雷昂松、埃皮艾-吕、阿拉维利耶、默努维尔、瓦朗古雅尔。

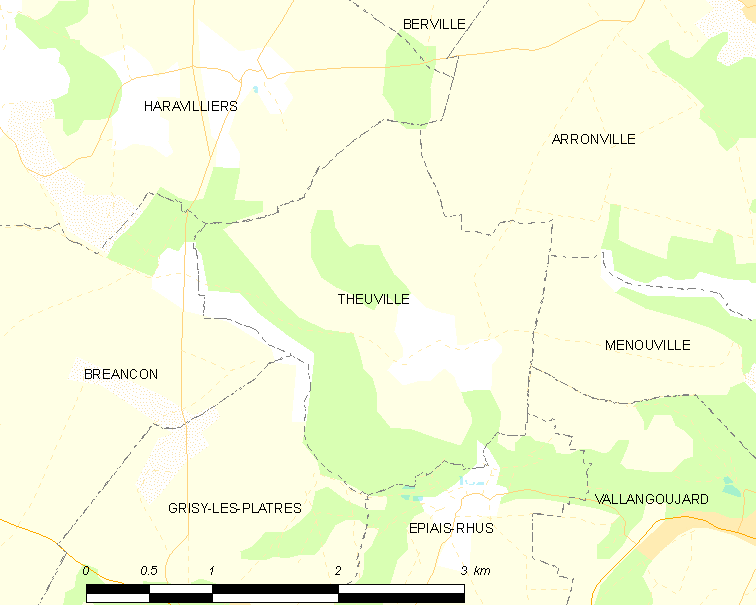
的OSM定位图

特维尔的时区为UTC+01:00、UTC+02:00（夏令时）。

## 行政
特维尔的邮政编码为95810，INSEE市镇编码为95611。

## 政治
特维尔所属的省级选区为蓬图瓦兹县。

## 人口

1962-2008年间人口变化图示

特维尔于2022年1月1日时的人口数量为53人。